# Nhà Omeyyad
Nhà Omeyyad (cũng được viết là Nhà Umayyad, hay Á vương triều Oa Mã) là một vương triều Hồi giáo Ả Rập (661 - 750) do các khalip (vua Hồi) cai trị. Năm 632, sau khi nhà tiên tri đạo Hồi Muhammad qua đời, Abu Bakar trở thành vị khalip chính thống đầu tiên, đóng đô ở Medinah. Chính quyền của các khalip chính thống sau đó đã được chuyển sang cho nhà Omeyyad năm 661. Nhà Omeyyad đóng đô ở Damascus. Triều đại mới này đã nhanh chóng bành trướng thế lực và lãnh thổ (trải dài từ Bắc Phi, Tây Ban Nha tới Trung Á và Tây Bắc Ấn). Đến năm 750, nhà Omeyyad ở châu Á bị nhà Abbas truất phế và thay thế. Vị khalip Omeyyad cuối cùng là Marwan II bị giết.
Năm 750, một hoàng tôn nhà Omeyyad là Abd-al-Rahman chạy trốn sang Tây Ban Nha. Tại đây, năm 756 ông thành lập một vương quốc và xưng là êmia, đóng đô ở Cordoba. Cho tới năm 929, Abd-al-Rahman III xưng làm khalip. Triều đại Omeyyad ở Cordoba tồn tại đến năm 1031.
Dưới thời nhà Omeyyad việc tuyển cử người nhận chức Khalip bị bãi bỏ, truyền ngôi theo phụ hệ, và dần dần biến quốc gia Hồi giáo thành đế quốc Ả Rập. Lãnh thổ tiếp tục bành trướng đến Trung Á, đồng bằng sông Ấn ở phía đông và Tây Ban Nha ở phía tây. Đó là triều đại khalip có lãnh thổ rộng lớn nhất.
Hệ phái Shia, của những người tuyệt đối trung thành với khalip Ali, tuy sống dưới sự cai trị của nhà Omeyyad, nhưng không coi nhà này là chính thống. Hệ phái Sunni, tuy rất quý mến khalip Ali, nhưng vẫn tạm công nhận nhà Omeyyad. Do sự công nhận của hệ phái Sunni, với khoảng 90% tín đồ, nhà Omeyyad được coi là có độ chính thống cao, và được xếp nối tiếp theo bốn vị khalip kể trên.
- Mu'Awiya I (661-680), vị khalip thứ nhất của nhà Omeyyad, đã bỏ tuyển cử và chọn con trai là Yazid I làm người thừa kế.
- Abd al-Malik ibn Marwan (685 - 705), vị khalip thứ năm của nhà Omeyyad, đã cho dịch sang tiếng Ả Rập nhiều tác phẩm giá trị, lập một hệ thống tiền tệ mới, chiến tranh với Đông La Mã, và cho xây thánh đường 'Masjid Qubbat As-Sakhrah' ở Jerusalem.
- Omar bin Abd al-Aziz (717 - 720), cũng gọi là Umar II, là một vị khalip rất ngoan đạo, và được một số người của hệ phái Sunni coi là vị khalip chính thống thứ năm.

Nhà Omeyyad đóng đô ở Damascus, nay là thủ đô Syria.
Từ thời nhà Omeyyad trở đi, do sự truyền ngôi theo phụ hệ, nhiều khalip chỉ là những ông vua thừa hưởng ngôi báu của cha ông, mà không có tác phong của một nhà lãnh đạo tinh thần. Chức khalip tuy có người xưng, và thường có tranh chấp, nhưng nhiệm vụ lãnh đạo giáo dân thì thực sự ít khi có ai làm.

## Nguồn gốc

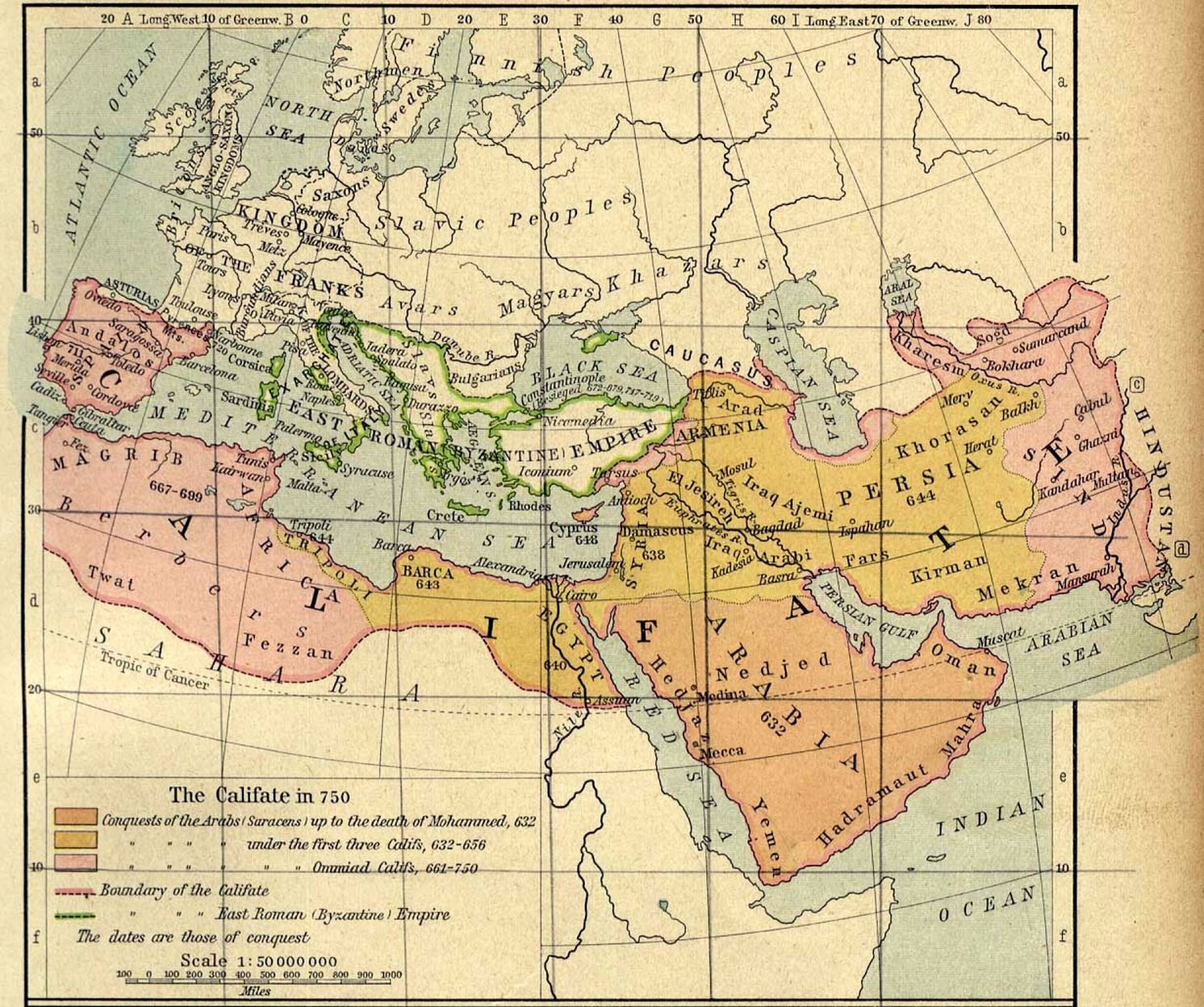
Nhà Omeyyad năm 750